# Валльбах (Ааргау)
Валльбах (нім. Wallbach AG) — громада  в Швейцарії в кантоні Ааргау, округ Райнфельден.

## Географія
Громада розташована на відстані близько 80 км на північний схід від Берна, 22 км на північний захід від Аарау.
Валльбах має площу 4,5 км², з яких на 18,3% дозволяється будівництво (житлове та будівництво доріг), 43,5% використовуються в сільськогосподарських цілях, 29,5% зайнято лісами, 8,7% не є продуктивними (річки, льодовики або гори).

## Демографія
2019 року в громаді мешкало 1984 особи (+9% порівняно з 2010 роком), іноземців було 15,4%. Густота населення становила 440 осіб/км².
За віковим діапазоном населення розподілялося таким чином: 18,2% — особи молодші 20 років, 62,6% — особи у віці 20—64 років, 19,2% — особи у віці 65 років та старші. Було 870 помешкань (у середньому 2,3 особи в помешканні).
Із загальної кількості 879 працюючих 24 було зайнятих в первинному секторі, 580 — в обробній промисловості, 275 — в галузі послуг.